# Oenanthe pileata
Oenanthe pileata е вид птица от семейство Muscicapidae.

## Разпространение
Видът е разпространен в Ангола, Ботсвана, Замбия, Зимбабве, Демократична република Конго, Кения, Малави, Мозамбик, Намибия, Свазиленд, Танзания, Уганда и Южна Африка.